# 丁永祚
丁永祚（16世紀—17世紀），字爾錫，號建白，江西南昌府南昌縣人，明朝政治人物。

## 生平
丁永祚個性敏銳，洞察事物，於十九歲時中萬曆元年（1573年）的舉人，十七年（1589年）會試中副榜，授德化縣知縣，就任後減免鹽歲、杜絕罪犯、抑壓豪強、教化人民，曾以風水為由，捐俸興建南門祭祀文昌，以振興地方文學。之後調任福清，治理一如在德化縣，不久德化新任知縣濫收冒籍士子，學生告上督學遭對方申令相告，丁永祚就如實反映實情，督學免去冒籍者資格，而新知縣也被免官。
不久丁永祚以治行異等陞任太倉知州，在旱災時於烈日徒步祈禱，立刻下雨；朝廷下令催糧令民恐懼，他以官常爭取，民眾都不忍心欠稅，同時也地方平均物價，七年後因父母去世回鄉。之後入朝擔任刑部員外郎，到江南審理獄事，免去數百人死刑和流刑，萬曆三十六年（1608年）擢任寶慶知府，釐剔奸弊不遺餘力，與前任知府冀光祚被稱為「二祚」，陞湖廣按察司副使，仍理府事，很快補任雲南鹽糧參政致仕。

## 引用
1. 1 2  民國《南昌縣志·卷三十二·人物志三》：丁永祚，字爾錫，丁坊人，由舉人官福建德化縣，德化僻小，自永祚為令後始有科第；調福清縣，城險且庳薄，屢議增拓，以費莫敢任，永祚力承其役，民不苦擾。以治行異等除知太倉州，補禹州，擢刑部員外郎讞江南獄，免大辟謫戍數百人；擢知寶慶府，晉秩按察副使，仍理郡事，未幾補雲南鹽糧參政致仕。
2. ↑  民國《南昌縣志·卷二十二·選舉志三》：萬歷元年癸酉鄉試……丁永祚 字爾錫，丁坊人，詳傳
3. ↑  乾隆《福清縣志·卷八·職官志》：丁永祚，字爾錫，南昌人。由舉人初為永春【德化】縣有惠政，在福清治如永春。
4. ↑  乾隆《德化縣志·卷十三·人物志上》：丁永祚，江西南昌人。年十九領鄉薦，英韶警敏，洞悉物情。至則豁鹽稅，絕關提，抑豪強，邑民尚氣，涵濡漸化之。不怒而威，民俗以淳。見人才寥落，慨然曰：「邑無南門故也。南為離方，文明之位，奈何闕焉？」捐俸築之，建樓其上，以祀文昌。改調福清，尤不忘德之士民。後令錢某縣試濫收冒籍，庠士赴督學鳴其事。錢令文致申詳，眾懼不測。祚聞之，即以實馳告，督學皆直之。錢令因論去。冒籍徹清，人文蔚起。後歷知州府，官至湖廣憲副使。德與福清並祠之。
5. ↑  民國《江蘇省通志稿·人物志·第八卷·名宦八》：丁永祚，號建白，南昌人。萬曆十七年副榜，授福清知縣，升太倉知州。歲旱、潦，永祚疏布徒跣烈日泥塗中，雨、暘立應。羽書急催科，令民無恐，我以官爭之。民不忍逋，賦亦辦給。定役下里，孤嫠至舉案與爭。用物給平直，牙戶不知官估。先後七年。丁憂去。
6. ↑  民國《太倉州志·卷十二·名宦》：丁永祚，號建白，南昌人。萬厯二十年【十七年】會試副榜，授福清知縣，陞太倉知州。歲旱潦水，永祚蔬布徒跣烈日泥塗中，雨暘立應；臺檄急催科令民無恐，我以官常爭之，民不忍逋賦，亦辦給定役，下里孤嫠，至攀案與爭用物給平值，牙戶不知官估，先後七年去。
7. ↑  道光《寶慶府志·卷百八·政績錄四》：冀光祚，字弈軒，邯鄲人，萬厯三十一年以工部郎出守（寶慶）……光祚之去也，為萬厯三十四年，南昌周【丁】永祚繼之。永祚字爾錫，以刑部員外郎出守，性坦易，為治不求赫赫聲，而滌弊釐奸不遺餘力，民不敢欺；旋擢湖廣按察司副使。永祚與光祚皆起家部郎，政術亦略同，時稱「二祚」，固一時賢守也。